# River Deep - Mountain High/Listen, Learn, Read On
River Deep - Mountain High/Listen, Learn, Read On è il terzo singolo dei Deep Purple, pubblicato nel 1968 negli USA. Non venne pubblicato nel Regno Unito.

## Tracce
Lato A
1. River Deep - Mountain High – 2:35 (Ellie Greenwich/Jeff Barry/Phil Spector)

Lato B
1. Listen, Learn, Read On – 4:02 (Ian Paice/Jon Lord/Ritchie Blackmore/Rod Evans)